# Alphonse Georger
Mons. Alphonse Georger (* 25. května 1936, Sarreguemines) je francouzsko-alžírský římskokatolický kněz a emeritní biskup Oranu.

## Život
Narodil se 25. května 1936 v Sarreguemines. Na kněze byl vysvěcen 29. června 1965 pro diecézi Alžír. Roku 1977 získal alžírské občanství.
Dne 10. července 1998 jej papež Jan Pavel II. jmenoval biskup Oranu. Biskupské svěcení přijal 16. srpna 1998 z rukou arcibiskupa Josepha Duvala a spolusvětitelé byli arcibiskup Henri Antoine Marie Teissier a biskup Pierre René Ferdinand Raffin.
Dne 1. prosince 2012 přijal papež Benedikt XVI. jeho rezignaci na post biskupa Oranu, z důvodu dosažení kanonického věku 75 let.